# Liu Dan
Liu Dan (chiń. upr. 刘丹; pinyin Liú Dān; ur. 29 sierpnia 1989) – chińska siatkarka grająca jako rozgrywająca, reprezentantka kraju. 
Obecnie występuje w drużynie Liaoning Brilliance Auto.